# Erreur de page
Une erreur de page (anglais : page fault) est dans le fonctionnement d'un ordinateur la découverte d'une différence entre le plan d'adressage et la mémoire vive.
Cette interruption ou exception  est émise par le matériel (l'unité de gestion mémoire du processeur) en direction du logiciel (le système d'exploitation). Cette erreur est fréquente et tout à fait bénigne dans les systèmes d'exploitation modernes car ceux-ci utilisent une grande quantité de mémoire virtuelle sans en avertir les applications.